# Défibrillateur automatique implantable
Pour les articles homonymes, voir Défibrillateur automatique et DAI.

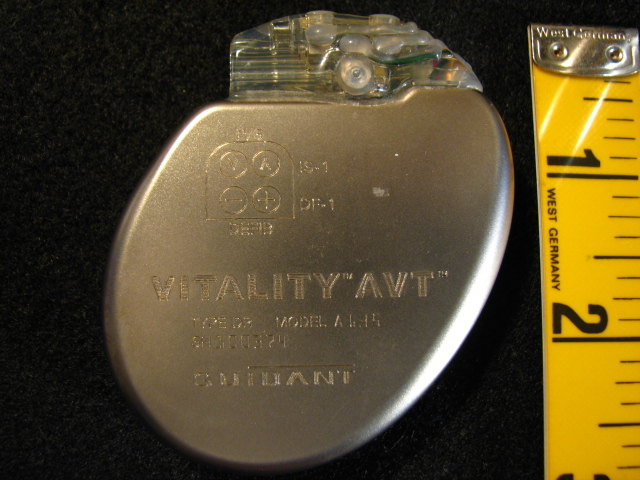
Modèle de défibrillateur automatique implantable.

Le défibrillateur automatique implantable (DAI) est un dispositif médical implantable actif de type stimulateur cardiaque permettant, outre les fonctions classiques de stimulation, la détection et le traitement des troubles du rythme ventriculaire.
Il est indiqué dans la prévention de la mort subite, essentiellement lors des maladies cardiaques avec mauvais fonctionnement mécanique du ventricule gauche.
Le principal facteur limitant l'élargissement de son indication reste son coût important.

## Historique
La prévention de la mort subite après un infarctus du myocarde ou une fibrillation ventriculaire a toujours été une préoccupation. Les tentatives de traitements médicamenteux se sont révélés inefficaces ou délétères.
Michel Mirowski, médecin de Tel Aviv émigré depuis 1968 aux États-Unis, mit au point le premier défibrillateur cardiaque implantable en 1970. Il a réduit à 300 g le poids du défibrillateur implantable du fait de la proximité des électrodes avec le muscle cardiaque.
La première publication concernant l'implantation de ce système chez l'être humain date de 1980. La première étude randomisée prouvant son efficacité date de 1996 (MADIT).

## Principes

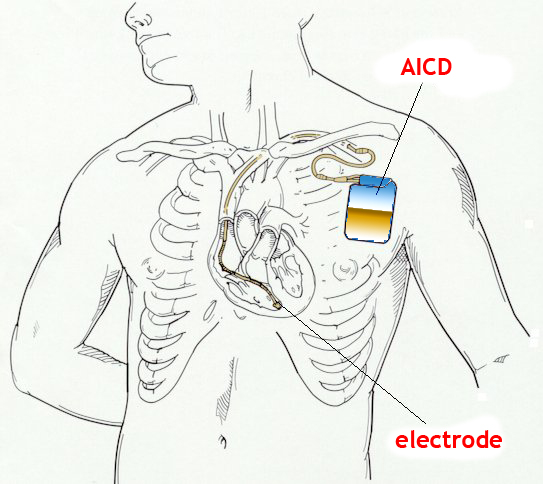
Défibrillateur automatique implantable

Les troubles rythmiques ventriculaires, que ce soit par tachycardie ventriculaire ou par fibrillation ventriculaire, entraînent un risque d'arrêt cardiocirculatoire pouvant conduire au décès.
Ces troubles du rythme se caractérisent par une fréquence cardiaque très rapide et c'est par ce biais qu'ils sont détectés.
Ils sont régularisés par administration d'un choc électrique fourni au niveau d'une électrode située dans le ventricule droit. L'énergie de ce choc, de l'ordre d'une dizaine de joules, délivrée directement au niveau du muscle cardiaque, est bien moindre que celle nécessaire au cours d'une défibrillation externe (de 200 à 300 joules).
Une tachycardie ventriculaire peut être également réduite par stimulation électrique rapide (fréquence légèrement supérieure à la fréquence de la tachycardie), entraînant la mise en période réfractaire d'une partie du circuit auto-entretenu de la tachycardie (ce qui entraîne une interruption fonctionnelle et transitoire du dit circuit). Cette technique n'est pas possible en cas de défibrillateur sous-cutanée.

## Matériel
Le défibrillateur peut être monochambre (une sonde dans le ventricule droit), double chambre (une sonde dans le ventricule droit, une sonde dans l'oreillette droite) ou triple chambre (la troisième sonde étant située dans le sinus coronaire au contact du ventricule gauche, dans le cadre d'une resynchronisation cardiaque).
Il peut être sous-cutanée, sans sonde intracardiaque, l'électrode de détection et de défibrillation étant positionné sous la peau, le long du grill thoracique.

### Description
Comme tout stimulateur cardiaque (ou pacemaker), le défibrillateur implantable comprend :
- un boîtier comprenant une pile, les circuits électroniques permettant d'analyser le signal électrique, une mémoire interrogeable à distance dans laquelle différents types d'évènements sont enregistrés, ainsi qu'un ou plusieurs capteurs ;
- une ou plusieurs sondes, dont l'une au moins est reliée au ventricule droit et qui sert d'électrode de défibrillation. Cette dernière est différente des sondes utilisées sur un stimulateur cardiaque classique ;
- le boîtier comprend, un condensateur permettant l'accumulation et la décharge d'une quantité définie d'électricité, servant à la défibrillation. Il est, de ce fait, sensiblement plus gros que celui d'un stimulateur cardiaque classique ;
- pour les modèles les plus récents un télétransmetteur peut être activé permettant une télésurveillance du patient et une transmission régulière des paramètres enregistrés.

Des boitiers sans sonde endocavitaire, ont été conçus et testés à la fin des années 2000. L'absence de sonde ne permet pas d'électroentraînement cardiaque, et par conséquent, pas d'autres alternatives que la délivrance d'un choc pour traiter les troubles rythmiques. Le fonctionnement est satisfaisant avec un recul de plusieurs années avec un taux de complications comparable avec le défibrillateur avec sonde.

### Fonctionnalités
Le défibrillateur implantable contrairement à un pace-maker ne fonctionne pas de manière permanente mais selon des seuils programmables :
1. Dans la gamme de fréquence cardiaque « normale » le défibrillateur est totalement passif ;
2. Lorsque la fréquence cardiaque dépasse les limites « normales » (haute et basse) il se met à fonctionner comme un pacemaker pour tenter de régulariser le rythme cardiaque ;
3. Lorsque la fréquence du rythme cardiaque dépasse les limites « critiques » (définies par le cardiologue) il fonctionne comme un défibrillateur pour tenter de remettre le rythme dans la zone « normale », le stabiliser et le faire revenir dans des limites « acceptables ».

Le prix du matériel est beaucoup plus important que celui d'un simple stimulateur cardiaque, mais les prix sont plus bas qu'au début des années 2000.

## Indications
Plusieurs recommandations, ont été publiées par les sociétés savantes américaines et européennes et résument les indications communément admises.
Il s'agit essentiellement :
- de la mort subite récupérée d'origine rythmique, par exemple lors d'une dysplasie arythmogène du ventricule droit, d'un syndrome de Brugada ou d'un syndrome du QT long… ;
- de patients porteurs d'une maladie cardiaque pour laquelle le risque de mort subite est élevé. Dans ce cadre sont essentiellement les atteintes sévères de la fonction du cœur gauche telles qu'elles peuvent être estimées en cas de fraction d'éjection basse (inférieure à 35 %), qu'elles soient secondaires à un infarctus du myocarde. En cas d'infarctus, la pose du défibrillateur devra être faite à distance de ce dernier. En cas d'atteinte cardiaque d'origine non coronarienne (cardiomyopathie dilatée non ischémique), le bénéfice serait bien moindre[15].

Le choix du type de modèle (sous-cutanée, mono, double ou triple chambre pour une resynchronisation cardiaque) dépend du type de maladie cardiaque (présence ou non d'une insuffisance cardiaque, indication ou non d'une resynchronisation) et la présence de troubles de la conduction cardiaque associé. Si l'indication est strictement préventive (la fonction de stimulation cardiaque n'étant pas nécessaire), le choix se pose entre un défibrillateur sous-cutanée, monochambre ou double chambre. L'avantage de ce dernier est de mieux discriminer les troubles du rythme supra ventriculaire (en particulier la fibrillation auriculaire) et de théoriquement réduire le risque de chocs inappropriés. Cet avantage est cependant contrebalancé par une procédure d'implantation un peu plus complexe entraînant ses propres risques. Finalement, il ne semble pas y avoir de bénéfices de l'un des deux types de défibrillateurs non sous-cutanées quant à la mortalité et le taux de réhospitalisations.

## Technique de pose
Elle est très semblable à celle d'un stimulateur cardiaque classique. Sous anesthésie locale, une poche est confectionnée sous la peau sous la clavicule droite ou gauche, destinée à recevoir le boîtier.
En passant par une veine au creux de l'épaule, les sondes sont positionnées dans les cavités cardiaques sous contrôle radiologique et connectées au boîtier. En fin de procédure, le fonctionnement de la fonction de défibrillation est parfois testé : une anesthésie générale est mise en route et un trouble du rythme ventriculaire soutenu est déclenché par stimulation électrique cardiaque rapide. Le boîtier doit alors le détecter et délivrer le choc électrique en conséquence, ce dernier devant être efficace. Ce test n'est cependant plus systématique n'ayant pas démontré d'intérêt pratique.
Le défibrillateur sous-cutanée requiert une anesthésie générale.

### Complications
Les complications de l'implantation sont analogues à l'implantation d'un stimulateur cardiaque classique (infection locale, hématome, déplacement ou fracture d'une sonde). Le défibrillateur sous-cutanée donne, néanmoins, moins de complication infectieuses.
La complication spécifique la plus fréquente est la délivrance d'un choc inapproprié, c'est-à-dire non justifié par la survenue d'un trouble du rythme ventriculaire. Il survient chez près du quart des premiers patients implantés. Il peut être perçu comme inconfortable, voire douloureux par le patient. Il peut s'agir d'artéfacts électriques leurrant le logiciel de détection, ou encore d'un trouble du rythme auriculaire et non ventriculaire, avec une fréquence cardiaque rapide. Le risque de choc inapproprié peut être très sensiblement réduit par l'adaptation des fenêtres d'intervention (paramétrage des algorithmes de l'appareil après la pose). Le défibrillateur sous-cutanée donne des chiffres proches ou inférieurs.

## Configuration et contrôle
Le défibrillateur (comme un stimulateur cardiaque) peut être interrogé et réglé, à l'aide d'un capteur externe relié à un ordinateur de contrôle. Certains modèles de défibrillateurs sont équipés d'un télétransmetteur sans fil, dialoguant régulièrement avec un émetteur (petite boite disposée dans l'appartement du patient) qui envoie téléphoniquement un rapport régulier (par exemple hebdomadaire) et toutes les alertes à un centre de contrôle distant.
À l'aide de ce système de transmission, le cardiologue peut réaliser différentes opérations sur le boitier :
- le type de fonctionnement peut être défini (mode de stimulation : permanente ou « en sentinelle », uniquement lorsque la fréquence cardiaque est trop basse) et les critères de déclenchement de la stimulation cardiaque rapide et de la délivrance d'un choc peuvent être réglés. Ceux-ci sont appelés couramment « fenêtres d'intervention », car ils prennent en compte des intervalles de fréquence cardiaque pour choisir le traitement que doit effectuer le boitier ;
- les sondes et la batterie peuvent être contrôlées par différents indices, comme les impédances, les seuils de stimulation, le temps de charge du défibrillateur ;
- le boitier peut être également interrogé pour connaitre tous les évènements ("anormaux" ou pas) enregistrés en mémoire.

## Précautions d'emploi
Ce sont les mêmes que celles d'un stimulateur cardiaque classique : il s'agit d'éviter les interférences électromagnétiques importantes susceptibles de dérégler la pile ou de leurrer le logiciel de détection.
Dans le domaine médical, le passage d'une IRM est généralement déconseillé sauf certains modèles récents (2013). La réalisation de certaines opérations chirurgicales avec usage d'un bistouri électrique nécessite de désactiver temporairement le défibrillateur. Il est donc nécessaire de prévenir tout médecin du port de ce type d'appareil.
Dans la vie courante, il s'agit essentiellement de s'éloigner des plaques de cuisson à induction ou d'autres sources de champ magnétique intense. L'usage d'appareils électriques mal isolés peut également être responsable de chocs inappropriés. L'usage d'un téléphone portable ne pose pas de problème en pratique, ni celle d'un four à micro-ondes.
En cas de perception d'un choc électrique, une consultation rapide (mais non urgente) est conseillée pour voir si le choc est approprié ou non. Certains modèles de défibrillateurs comportent un module de télétransmission automatisé de données via le téléphone.
Une surveillance trisannuelle ou bisannuelle est nécessaire : les mémoires du boîtier sont interrogées à la recherche d'évènements ayant pu justifier une intervention de la pile et le niveau de la batterie est testée. Si ce dernier est bas, l'ensemble du boîtier est changé au cours d'une courte intervention sous anesthésie locale (les anciennes sondes étant laissées en place et connectées au nouveau boîtier).
La conduite d'un véhicule, à titre professionnel, est interdite dans la plupart des pays européens. A titre privé, il est recommandé de ne pas conduire avant un à trois mois après l'implantation du systéme, suivant son indication.

## Statistiques
En 2008, plus de 10 000 Français en sont équipés, et 3 000 appareils sont greffés chaque année, dont 1 350 simple chambre.
En 2009, plus de 300 000 DAI sont implantés annuellement dans le monde (2/3 de primoimplantation et le reste en renouvèlement).
Aux États-Unis, plus de 12 000 dispositifs de ce type sont implantés chaque mois.

## Associations de patients
- En France: APODEC
- En Belgique: (fr + nl) BIPIB
- Aux Pays-Bas: (nl) STIN